# Порте-ди-Рендена
Порте-ди-Рендена (итал. Porte di Rendena) — коммуна в Италии, расположена в автономной области Трентино-Альто-Адидже, подчиняется административному центру Тренто.
Население коммуны, на 01.01.2025 года, составляет 1826 человек, плотность населения ─ 44,33 чел./км². Коммуна занимает площадь 41,20 км².
Почтовый индекс — 38094. Телефонный код — 0465.
Покровителем коммуны почитается святой Мартин Турский, день его памяти ежегодно отмечается 11 ноября.

## История
Новая коммуна Порте-ди-Рендена была образована 1 января 2016 года в результате слияния соседних муниципалитетов Даре, Виго-Рендена и Вилла-Рендена.

## Климат
Согласно климатической классификации итальянских коммун, Порте-ди-Рендена входит в климатическую зону F, количество градусо-дней составляет 3337.

## Администрация коммуны
Главой коммуны является мэр Энрико Пеллегрини, он был переизбран 4 мая 2025 года.